# Eintracht Braunschweig
Braunschweiger Turn- und Sportverein Eintracht von 1895 e.V. ali na kratko Eintracht Braunschweig je nemški nogometni klub iz mesta Braunschweig v Spodnji Saški. Ustanovljen je bil 15. decembra 1895 in trenutno igra V 2. Bundesligi.
Eintracht Braunschweig je do sredine 80. let 20. stoletja v glavnem igral v 1. Bundesligi, nato pa je izmenično nastopal v 2. in 3. Bundesligi. V zadnjem času je le enkrat nastopal v najmočnejši nemški ligi, in sicer v sezoni 2013/14, kjer pa je končal kot zadnjeuvrščeni. Največji uspehi Eintracht Braunschweiga v domačih tekmovanjih je osvojitev naziva nemškega prvaka v sezoni 1966/67 ter osvojitev dveh pokalov Pokala Spodnje Saške (2003/04, 2010/11). Vidnejši uspehi pa so še: dva naziva podprvaka 2. Bundeslige (1980/81, 2012/13) in naziv prvaka 3. Bundeslige (2010/11). V evropskih tekmovanjih pa je bil Eintracht Braunschweig sedemkrat skupinski zmagovalec Pokala Intertoto (1968, 1970, 1971, 1972, 1975, 1978, 1979).
Eintracht Braunschweigov domači stadion je od leta 1923 Eintracht-Stadion, ki sprejme 24.406 gledalcev. Barvi dresov sta modra in rumena. Nadimek nogometašev je Die Löwen (Levi).
Eintracht Braunschweig pa je tudi eden izmed ustanovnih klubov Bundeslige leta 1963.

## Rivalstvo
Največji rival Eintracht Braunschweiga je Hannover 96. Prijateljske odnose pa ima z 1. FC Magdeburgom, SV Waldhof Mannheimom in švicarskim klubom FC Baslom.